# Triplemanía XXXII
Triplemanía XXXII fueron la trigésima segunda edición del Triplemanía, el evento pague-por-ver de lucha libre profesional producido por Lucha Libre AAA Worldwide que se llevará a cabo los días 27 de abril de 2024 en Monterrey, Nuevo León en el Estadio de Béisbol Monterrey, el 15 de junio de 2024 en Tijuana, Baja California en el Estadio Chevron y el 17 de agosto en la Arena Ciudad de México. Este es el segundo año consecutivo que Triplemanía se llevóa cabo durante tres días.
Esta fue la décima tercera edición consecutiva del evento en ser realizada en la Arena Ciudad de México desde la edición de 2012, y la décima novena en realizarse en la Ciudad de México.

## Producción
Triplemanía es considerado el evento insignia de Lucha Libre AAA Worldwide, y que continúa la tradición anual (proveniente desde 1992) de la empresa mexicana en efectuar un evento en el verano.
Debido a su legado, este evento ha sido descrito como un equivalente de WrestleMania en México en cuanto a su alcance en la lucha libre profesional.

## Resultados

### Noche 1, Monterrey: 27 de abril
- Dalys y Las Tóxicas (Lady Flammer, La Hiedra & Lady Maravilla) derrotaron a Faby Apache, Estrellita, Sexy Star II & Reina Dorada.
  - Dalys cubrió a Apache con un «Roll-Up».
- Pimpinela Escarlata ganó la Copa Triplemanía Bardahl.  
  - Escarlata ganó el combate tras cubrir a Antifaz del Norte con un «Roll-Up».
  - Los demás participantes fueron: El Elegido, Super Caló, Aero Star, Chessman, Niño Hamburguesa, Mr. Iguana, Charly Manson, Abismo Negro Jr., Heavy Metal, El Fiscal, Super Crazy y Toscano.
- Dr. Wagner Jr., Bestia 666 & Tigre Blanco derrotaron a Negro Casas y Nueva Generación Dinamita (Forastero & Sansón).
  - Wagner cubrió a Casas con un «Roll-Up».
  - Durante la lucha, Nueva Generación Dinamita traicionó a Casas.
  - Después de la lucha, Wagner retó a Casas a una lucha.
- Nick Nemeth derrotó a Alberto El Patrón y ganó el vacante Megacampeonato de AAA.[1]
  - Nemeth cubrió a Alberto después de que alguien le lanzara una cerveza en su rostro, seguido de un «Danger Zone».
- Team USA (QT Marshall, Parker Boudreaux, Sam Adonis & Satnam Singh) (con Jeff Jarrett) derrotó a Team México (Psycho Clown, Murder Clown, Octagon Jr. & Laredo Kid).
  - Singh cubrió a Murder después de un «Chokeslam» sobre una mesa.
  - Durante la lucha, Jarrett interfirió a favor de Team USA, mientras que Faby Apache lo hizo a favor del Team México.
- Vampiro, Pagano & El Mesías (con Latin Lover) derrotaron a La Secta Cibernética (Cibernético, Dark Ozz & Dark Cuervo).
  - Vampiro cubrió a Cibernético después de un «Powerbomb» sobre tachuelas.
  - Durante la lucha, Dark Escoria y Dark Espíritu traicionaron a Cibernético uniéndose al Mesías.

### Noche 2, Tijuana: 15 de junio
- Team AAA (Pimpinela Escarlata, Niño Hamburguesa, Mr. Iguana & Faby Apache) (con Microman) derrotó a Team The Crash (Anubis, Keyra, Mamba & Toto).
- Team TNA (Tasha Steelz, Havok & Rosemary) derrotaron a Las Tóxicas (Lady Flammer, La Hiedra & Lady Maravilla).
- Team The Crash (D'Luxe, Noisy Boy & Destiny) derrotó a Team AAA (Komander, Octagon Jr. & Laredo Kid) y Team Resto del Mundo (Dinámico, Cima & Willie Mack) y ganó la Copa Triplemanía Bardahl.
- The Mecha Wolf (con Violent J) derrotó a Rey Horus y Bestia 666.
- La Secta del Mesías (El Mesías, Dark Escoria & Dark Espíritu) derrotó a La Secta Cibernética (Cibernético, Dark Ozz & Dark Cuervo)
- Team The Crash (Dr. Wagner Jr., El Hijo de Dr. Wagner Jr. & Galeno del Mal) derrotó a Team AAA (Negro Casas, Psycho Clown & Brazo de Oro Jr.).
- QT Marshall, Parker Boudreaux, Sam Adonis & Satnam Singh (con Jeff Jarrett) derrotó a Vampiro, Alberto El Patrón, Murder Clown & Dave the Clown.

### Noche 3, Ciudad de México: 17 de agosto
- Lady Flammer derrotó a Faby Apache y retuvo el Campeonato Reina de Reinas de AAA.
  - Flammer cubrió a Apache después de un «Hermosa Driver».
  - Durante la lucha, El Hijo del Tirantes y Karen Jarrett interfirieron a favor de Flammer.
- Octagón Jr. ganó la Copa Triplemanía Bardahl Orígenes.
  - Octagón ganó eliminando por último a Zumbido.
  - Los demás participantes fueron: Jesse Queen, El Elegido, Mr. Iguana, Niño Hamburguesa, La Hiedra, Estrellita, Mascarita Sagrada, Charly Manson, Heavy Metal, Kenzo Suzuki, Marco Corleone, Pimpinela Escarlata, Alan Stone, Microman, y Guapito.
  - Como resultado, Octagón Jr. ganó una oportunidad para desafiar a cualquiera de los campeonatos de AAA en el futuro.
- Raj Dhesi & Satnam Singh (con Jeff Jarrett) derrotaron a Negro Casas & Psycho Clown (c) y Dr. Wagner Jr. & Galeno del Mal y ganaron el Campeonato Mundial en Parejas de AAA.
  - Dhesi cubrió a Casas después que Jarrett lo atacara con una guitarra.
  - Durante la lucha, Jeff & Karen interfirieron a favor de Dhesi & Singh, mientras que Faby Apache lo hizo a favor de Casas & Clown.
- Matt Riddle derrotó a Komander (c) y Laredo Kid y ganó el Campeonato Mundial de Peso Crucero de AAA.
  - Riddle cubrió a Komander después de un «Bro Derek».
- Vampiro derrotó a El Mesías en un Casket Match.
  - Vampiro metió a El Mesías en un ataúd, ganando la lucha.
  - Esta fue la última lucha de Vampiro en la lucha libre profesional.
- Alberto El Patrón derrotó a Nick Nemeth (con John "Bradshaw" Layfield) y ganó el Megacampeonato de AAA.
  - Alberto cubrió a Nemeth después de un «Low Blow».
  - Después de la lucha, Konnan, Dorian Roldán y JBL atacaron a Latin Lover.
  - El Campeonato Mundial de TNA de Nemeth no estuvo en juego.
- Los Vipers (Abismo Negro Jr., Psicosis & El Fiscal) perdieron ante La Secta Cibernética (Cibernético, Dark Ozz & Dark Cuervo) y Los Psycho Circus (Murder Clown, Dave the Clown & Panic Clown) en un Domo de la Muerte: Máscara vs. Cabellera.
  - Los Vipers perdieron la lucha después de que Psicosis no pudiera escapar de la jaula.
  - Como resultado, Psicosis perdió su máscara.

## Comentaristas
- Hugo Savinovich
- José Manuel Guillén